# Steve Smith (giocatore di football americano)
Stevonne Latrall Smith Sr., detto Steve (Compton, 12 maggio 1979), è un ex giocatore di football americano statunitense che ha militato nel ruolo di wide receiver per i Carolina Panthers e i Baltimore Ravens della National Football League (NFL).
Dopo aver giocato al college all'Università dello Utah, fu scelto dai Panthers nel corso del terzo giro del draft NFL 2001.
Smith, convocato 5 volte per il Pro Bowl ed inserito per 3 volte nella formazione ideale della stagione All-Pro, emerse come uno dei ricevitori più prolifici della NFL, guidando la lega in ricezioni, yard ricevute e touchdown nel 2005. È il leader di tutti i tempi dei Panthers touchdown totali (67) ricezioni (699) e yard ricevute (10,278). Nel 2011 divenne il 35º giocatore della storia della NFL a superare il muro delle 10.000 yard ricevute.

## Carriera professionistica

### Carolina Panthers

#### 2001
Smith trascorse la maggior parte della sua stagione da rookie come ritornatore dei kick e dei punt, guidando tutte le matricole in yard nette con 1.994 yards e classificandosi al quarto posto assoluto della lega dietro Priest Holmes, Marshall Faulk e Derrick Mason. Smith ebbe inoltre 10 ricezioni per 154 yard e corse 4 volte per 43 yard. Le prestazioni di Smith gli fecero guadagnare la convocazione al Pro Bowl 2002, uno dei tre giocatori dei Panthers selezionati insieme a Wesley Walls Todd Sauerbrun.

#### 2002
Durante la stagione NFL 2002, Smith divenne il wide receiver titolare della squadra e continuò a ritornare il pallone sui kickoff e sui punt. Il 10 novembre 2002, Smith fu coinvolto in un alterco col compagno di squadra Anthony Bright durante la visione di un filmato nella sala video. La rissa lasciò Bright con il naso rotto e due notti trascorse all'ospedale. Smith fu arrestato e rimase per breve tempo in prigione con l'accusa di aggressione. I Panthers lo sospesero per una partita. Smith terminò la stagione con 54 ricezioni per 872 yard e 3 touchdowns.

#### 2003
Durante la stagione 2003, Smith giocò un ruolo cruciale nell'attacco dei Panthers. Egli terminò la stagione regolare con 88 ricezioni per 1.110 yard e 7 touchdown. Durante i divisional playoff della NFC, Smith ricevette un passaggio da 69 yard trasformandolo in un touchdown nel secondo supplementare assicurando a Carolina la vittoria sui St. Louis Rams 29-23. Nel Super Bowl XXXVIII, Smith ricevette 4 passaggi per 80 yard ed un touchdown e ritornò un kickoff per 30 yard nella sconfitta dei Panthers 32-29 contro i New England Patriots.

#### 2004
Smith subì un grave infortunio alla gamba nella partita di debutto della stagione 2004 contro i Green Bay Packers, venendo costretto a saltare l'intera annata. Prima dell'infortunio, egli ricevette 6 palloni 60 yards e tentò anche un passaggio che si risolse in un incompleto.

#### 2005
Nella stagione 2005, Smith si rifece del suo infortunio guadagnando la "Tripla corona" delle ricezioni, guidando la NFL con 1.563 yard ricevute, 103 ricezioni e 12 touchdown. Smith ritornò inoltre 27 punt per 286 yard. Le sue 10,6 yard di media guadagnate a ritorno furono il suo secondo massimo in carriera.
Smith dominò nei primi due turni dei playoff 2005. Nella vittoria nel turno delle wild card contro i New York Giants, Smith ricevette 10 passaggi per 84 yard ed un touchdown, oltre a correre per altre 12 yard segnando un altro TD su corsa. I Panthers poi sconfissero i Chicago Bears nel divisional round, aiutati dal record di franchigia di Smith di 12 ricezioni per 218 yard e 2 touchdown. Smith e i Panthers in seguito affrontarono i Seattle Seahawks nella finale della NFC. Malgrado un touchdown segnato dopo un ritorno da un punt da 59 yard, Smith fu tenuto a 33 yard ricevute su 5 prese e i Panthers persero con un punteggio di 34-14.
Smith, insieme ai compagni Jake Delhomme, Julius Peppers e Mike Wahle, fu selezionato per il Pro Bowl 2006. Smith inoltre condivise il premio NFL Comeback Player of the Year col linebacker dei New England Patriots Tedy Bruschi.

#### 2006

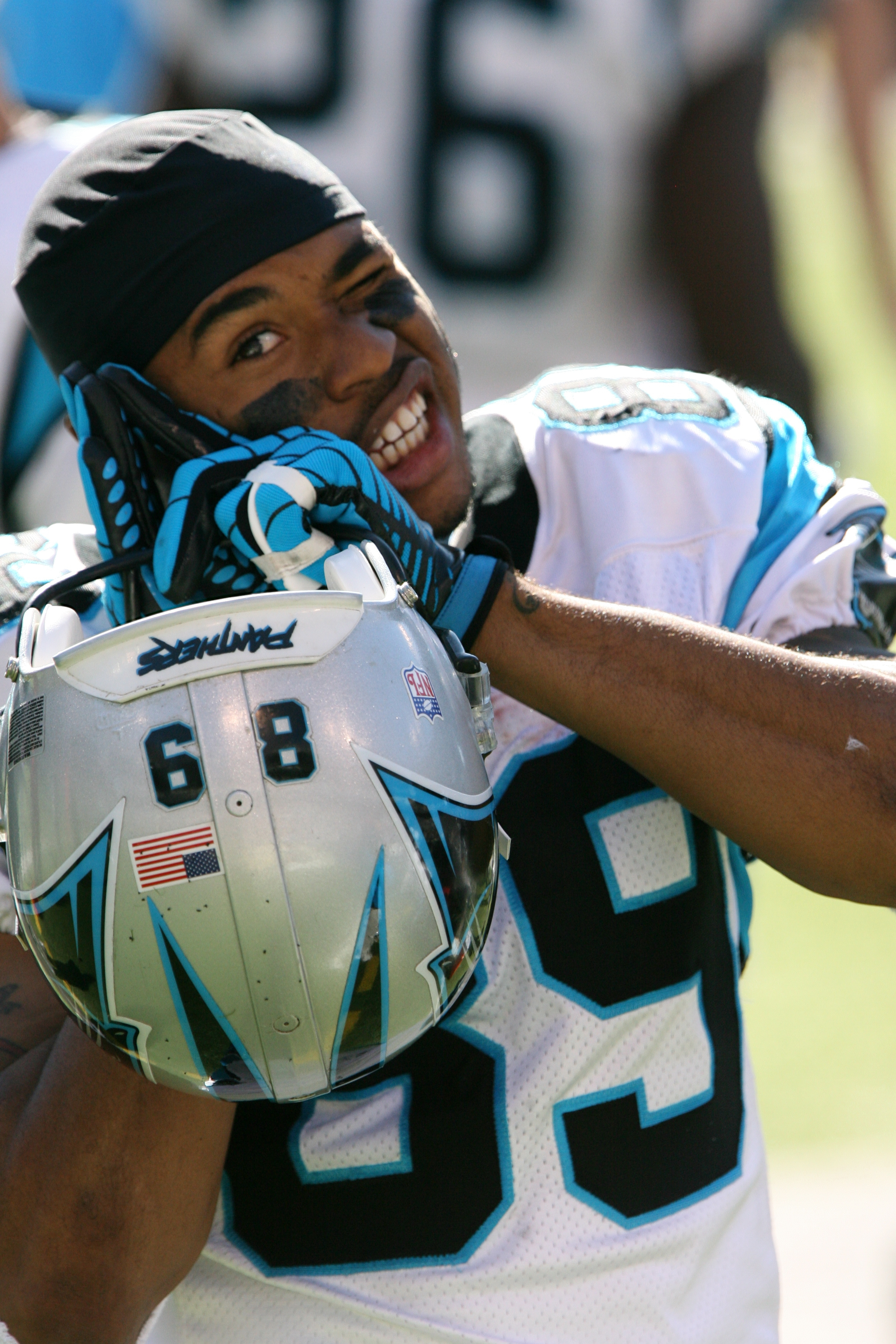
Smith nel 2006.

Dopo aver subito un infortunio al tendine ed aver sviluppato un'unghia incarnita nel training camp prima della stagione 2006, Smith ritornò sul campo di gioco dopo aver perso le prime due partite. Fu frequentemente raddoppiato ma riuscì comunque a farsi strada tra i difensori e gli infortuni terminando con 83 ricezioni per 1.186 yard ed 8 touchdown. Fu inoltre convocato per il suo secondo Pro Bowl consecutivo, il terzo in totale.

#### 2007
Smith giocò 15 gare da titolare per i Panthers durante la stagione 2007, guidando Carolina con 87 ricezioni, 1.002 yard ricevute e 7 touchdown malgrado gli infortuni di quattro differenti quarterback titolari differenti, a partire da Jake Delhomme.

#### 2008
Smith finì sui titoli dei giornali durante il training camp 2008 quando fu coinvolto in una rissa col compagno di squadra Ken Lucas il 1º agosto 2008. Smith ruppe il naso di Lucas durante la scazzottata e fu spedito a casa per il resto della giornata dopo che si fu scusato. A Smith furono date due gare di sospensione dalla squadra. Smith in seguito subì una grave commozione cerebrale nella pre-stagione del 2008 contro gli Indianapolis Colts, quando Smith fu colpito alla testa mentre stava ricevendo un passaggio. Egli continuò a giocare quella gara ma non si unì alla squadra per la successiva gara contro i Philadelphia Eagles. Dopo essere tornato dalla sospensione ed aver segnato il suo primo touchdown del 2008 season, Smith mostrò il pallone a Lucas sulla linea laterale. Malgrado le due gare di sospensione, Smith fu convocato per il Pro Bowl 2009 dopo che ricevette 78 passaggi per 1.421 yard e 6 touchdown, guidando la NFL in ricezioni per partita.

#### 2009
Durante la settimana 16 della stagione 2009, Smith su ruppe l'avambraccio sinistro durante una presa da touchdown nella gara contro i New York Giants impedendogli di giocare l'ultima partita della stagione. Smith terminò l'annata con 982 yard su 65 ricezioni e 7 touchdown, a sole 18 yard dalla sua quinta stagione consecutiva da 1.000 yard ricevute. Il 1º gennaio 2010, Smith fu messo in lista infortunati. Il 19 giugno 2010, Smith si ruppe nuovamente il braccio giocando a flag football.

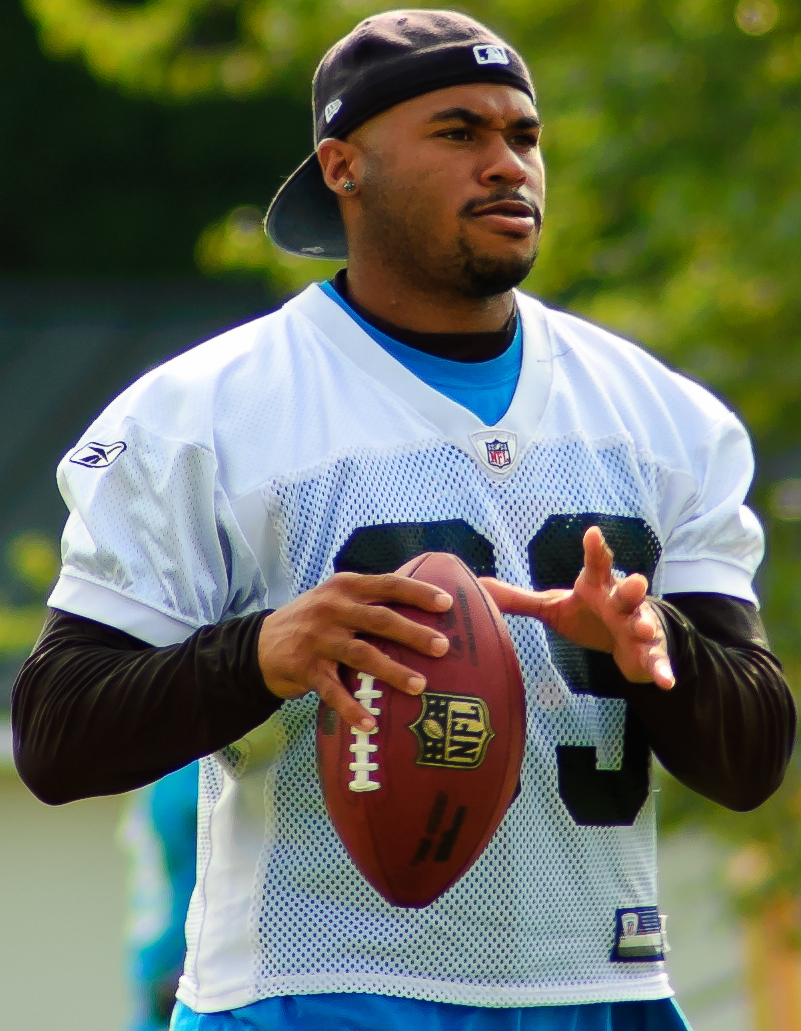
Smith nel 2010

#### 2010
Il 2010 fu la peggior stagione di Smith come titolare dal 2002. Anche se guidò la squadra sia in ricezioni che in yard ricevute, compì solamente 46 prese per 554 yard. Inoltre segnò solo due touchdown su passaggio, uno in meno del rookie David Gettis. La scarsa produzione di Smith fu dovuta al pessimo attacco della squadra, guidato dal quarterback debuttante Jimmy Clausen e dall'allenatore John Fox. I Panthers terminarono ultimi in molte categorie offensive e con un record di 2-14, il peggiore della lega, assicurandosi la prima scelta assoluta nel Draft NFL 2011. L'insoddisfazione di Smith generò voci tra i tifosi dei Panthers che il ricevitore, ancora la stella della squadra, volesse essere ceduto nella stagione 2011.

#### 2011
La situazione a Carolina mutò radicalmente quando i Panthers chiamarono nel draft il quarterback Cam Newton con la prima scelta assoluta. Smith aprì la stagione 2011 con una grande prestazione, ricevendo 178 yard e 2 touchdown su 8 prese, compresa una ricezione da 77 yard trasformata in TD. Smith nella seconda partita stagionale giocò un'altra gara da 150 yard ricevute ma causò anche un fumble. Il 27 novembre 2010, Smith sorpassò le 1.000 yard ricevute in stagione. Durante la settimana 14, egli divenne il 35º giocatore della storia della NFL a superare il muro delle 10.000 yard ricevute in carriera totalizzandone 125 yard contro gli Atlanta Falcons. I Panthers migliorarono il record della stagione precedente salendo a 6-10 mentre Smith chiuse con 1.394 yard ricevute, secondo miglior risultato in carriera, e 7 touchdown, venendo convocato per il suo quinto Pro Bowl. A fine stagione, Smith fu votato al 35º posto nella NFL Top 100, l'annuale classifica dei migliori cento giocatori della stagione.

#### 2012
Il 10 aprile 2012 Smith firmò un'estensione contrattuale triennale coi Panthers del valore di 18 milioni di dollari, con un'opzione anche per la stagione 2016.
Il 9 settembre, i Panthers iniziarono l'annata con una sconfitta per 16-10 in casa dei Tampa Bay Buccaneers. Smith fu il miglior ricevitore della partita con 105 yard su 7 passaggi ricevuti. Nel turno successivo, Carolina vinse la prima gara stagione ai danni dei New Orleans Saints: Smith guidò ancora la squadra con 3 ricezioni per 104 yard. Nel Thursday Night Football della settimana 3 perso contro i New York Giants, con  Smith che ebbe una partenza lenta ma chiuse con 4 ricezioni per 86 yard. Nella settimana 5 i Panthers precipitarono a un record di 1-4 perdendo in casa contro i Seattle Seahawks; per Smith 4 passaggi ricevuti per 40 yard. Nella settimana 8 Carolina sprofondò a un record di 1-6 perdendo all'ultimo secondo contro i Bears: Smith ricevette 7 passaggi per 118 yard.
I Panthers conclusero una striscia negativa di 5 sconfitte consecutive battendo nella settimana 9 i Washington Redskins di Robert Griffin III: Smith ricevette 41 yard e segnò un touchdown.
Nella settimana 13 Smith ricevette 120 yard e segnò un touchdown, non sufficienti però a battere i Kansas City Chiefs, la squadra col peggior record della lega. Nella settimana successiva contribuì a battere gli Atlanta Falcons, la squadra col miglior record della NFL, con 109 yard ricevute.
A fine anno fu classificato al numero 84 nella classifica dei migliori cento giocatori della stagione.

#### 2013
Nella prima gara della stagione 2013, persa contro i Seahawks, Smith ricevette 51 yard e segnò un touchdown. Il secondo lo segnò nella vittoria in trasferta della settimana 6 sui Vikings e il terzo la domenica seguente nella agevole vittoria sui Rams. Nella settimana 12 contro i Dolphins, Carolina vinse la settimana gara consecutiva e con 65 yard totalizzate, Smith divenne il 22º giocatore della storia a superare le 12.000 yard ricevute in carriera. I Panthers terminarono la stagione regolare con un record di 12-4 e il secondo posto nel tabellone della NFC. Nel divisional round dei playoff contro i 49ers, Smith ricevette 74 yard e un touchdown ma la squadra fu eliminata.
Il 12 marzo 2014, Smith fu svincolato dai Panthers dopo tredici stagioni con la franchigia.

### Baltimore Ravens

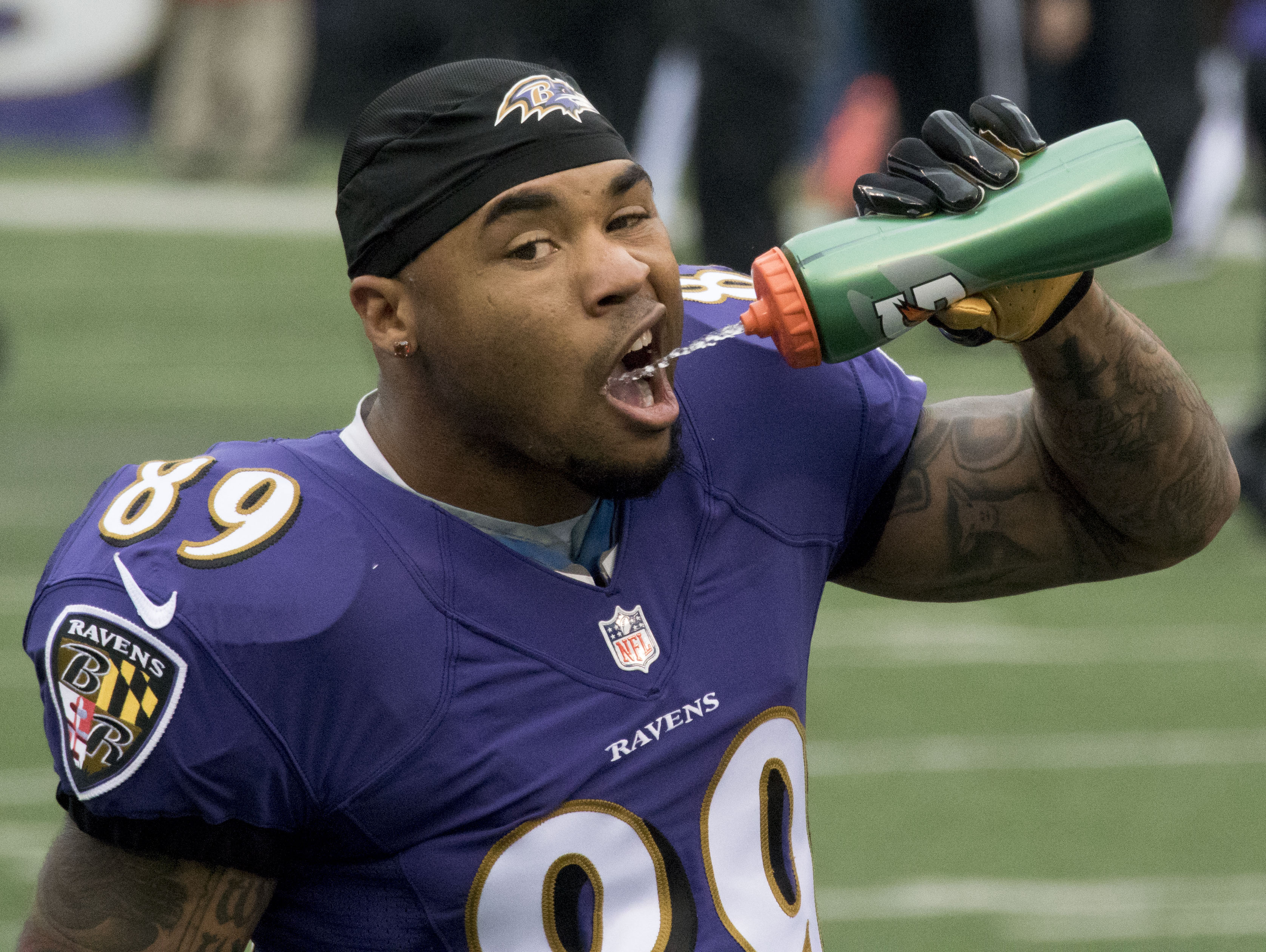
Smith nella gara contro i Jaguars del 2014.

Il 14 marzo 2014, Smith firmò coi Baltimore Ravens un contratto triennale del valore di 12 milioni di dollari, inclusi 3,5 milioni di bonus alla firma. Nella prima partita con la nuova maglia ricevette da Joe Flacco 7 passaggi per 118 yard e il touchdown del momentaneo vantaggio nel quarto periodo contro i Bengals. Nella settimana 4, Steve affrontò per la prima volta da avversario i Panthers, ricevendo 138 yard e 2 touchdown nella netta vittoria contro la squadra dove aveva passato le precedenti tredici stagioni. Due settimane dopo andò ancora a segno, oltre a ricevere 110 yard, nella vittoria in casa dei Buccaneers. Tornò a segnare nel dodicesimo turno, contribuendo a battere i Saints che venivano da 14 vittorie consecutive in casa. Due settimane dopo segnò la sua sesta marcatura nella importante vittoria in trasferta a Miami contro un'avversaria diretta per una wild card nei playoff. Nel quindicesimo turno, Smith raggiunse quota 900 ricezioni in carriera. Nell'ultimo, guidando la squadra con 90 yard ricevute contro i Browns tornò a superare le mille stagionali, mentre i Ravens riuscirono a qualificarsi con l'ultimo posto disponibile per i playoff della AFC. La sua stagione regolare terminò con 1.065 yard ricevute e 6 marcature, venendo inserito al 54º posto nella NFL Top 100
Il 3 gennaio 2015, i Ravens ottennero la loro prima vittoria nei playoff a Pittsburgh superando gli Steelers vincitori della division per 30-17. Smith guidò la squadra con 5 ricezioni per 101 yard, in quella che fu la sua prima vittoria nei playoff dalla stagione 2005. Sette giorni dopo segnò un touchdown in casa dei Patriots ma Baltimore fu eliminata malgrado l'essersi trovata in vantaggio di 14 punti in due diverse occasioni.
Prima dell'inizio della stagione 2015, Smith annunciò che quella sarebbe stata la sua ultima annata. Dopo 150 yard ricevute nella seconda partita, sette giorni dopo ne ricevette 186 con 2 touchdown nella sconfitta coi Bengals. Nel quinto turno rimase inattivo a causa di un infortunio, tornando in campo nella settimana 6 in cui ricevette 137 yard e un touchdown contro i 49ers. Due settimane dopo si ruppe il tendine d'Achille nella gara contro i Bengals, venendo costretto a chiudere la sua stagione.
Malgrado le dichiarazioni dell'anno precedente, Smith tornò regolarmente in campo nella stagione 2016 e il 20 novembre divenne il 14º giocatore della storia a raggiungere le mille ricezioni in carriera. Il 18 dicembre superò Marvin Harrison al settimo posto nella classifica delle yard ricevute di tutti i tempi. A fine anno, Smith annunciò il proprio ritiro dopo 16 stagioni da professionista.

## Palmarès

### Franchigia
- National Football Conference Championship: 1

Carolina Panthers: 2003

### Individuale
- Convocazioni al Pro Bowl: 5

2001, 2005, 2006, 2008, 2011
- All-Pro: 3

2001, 2005, 2008
- Wide receiver dell'anno: 1

2005
- NFL Comeback Player of the Year: 1

2005 (condiviso con Tedy Bruschi)
- Leader della NFL in yard ricevute: 1

2005
- Leader della NFL in touchdown su ricezione: 1

2005
- PFWA All-Rookie Team - 2001
- Club delle 10.000 yard ricevute in carriera

## Statistiche
| Anno     | Squadra  | P   | PT  | Ricezioni | Ricezioni | Ricezioni | Ricezioni | Ricezioni | Ricezioni | Corsi | Corsi | Corsi | Corsi | Corsi | Ritorni su punt | Ritorni su punt | Ritorni su punt | Ritorni su punt | Ritorni su punt | Ritorni su kickoff | Ritorni su kickoff | Ritorni su kickoff | Ritorni su kickoff | Ritorni su kickoff | Fumb |
| Anno     | Squadra  | P   | PT  | Ric       | Yard      | Media     | Y/P       | Max       | TD        | Ten   | Yard  | Media | Media | TD    | Rit             | Yard            | Media           | Max             | TD              | Rit                | Yard               | Media              | Max                | TD                 | Fumb |
| -------- | -------- | --- | --- | --------- | --------- | --------- | --------- | --------- | --------- | ----- | ----- | ----- | ----- | ----- | --------------- | --------------- | --------------- | --------------- | --------------- | ------------------ | ------------------ | ------------------ | ------------------ | ------------------ | ---- |
| 2001     | CAR      | 15  | 1   | 10        | 154       | 15.4      | 10.3      | 33        | 0         | 4     | 43    | 10.8  | 39    | 0     | 34              | 364             | 10.7            | 70              | 1               | 56                 | 1,431              | 25.6               | 99                 | 2                  | 8    |
| 2002     | CAR      | 15  | 13  | 54        | 872       | 16.1      | 58.1      | 69        | 3         | 1     | –4    | –4.0  | –4    | 0     | 55              | 470             | 8.5             | 87              | 2               | 26                 | 571                | 22.0               | 51                 | 0                  | 5    |
| 2003     | CAR      | 16  | 11  | 88        | 1,100     | 12.6      | 69.4      | 67        | 7         | 11    | 42    | 3.8   | 14    | 0     | 44              | 439             | 10.0            | 53              | 1               | 11                 | 309                | 28.1               | 42                 | 0                  | 5    |
| 2004     | CAR      | 1   | 1   | 6         | 60        | 10.0      | 60.0      | 15        | 0         | 0     | 0     | 0     | 0     | 0     | 0               | 0               | 0               | 0               | 0               | 0                  | 0                  | 0                  | 0                  | 0                  | 0    |
| 2005     | CAR      | 16  | 16  | 103       | 1,563     | 15.2      | 97.7      | 80        | 12        | 4     | 25    | 6.3   | 20    | 1     | 27              | 286             | 10.6            | 44              | 0               | 3                  | 61                 | 20.3               | 33                 | 0                  | 2    |
| 2006     | CAR      | 14  | 14  | 83        | 1,166     | 14.0      | 83.3      | 72        | 8         | 8     | 61    | 7.6   | 24    | 1     | 9               | 30              | 3.3             | 16              | 0               | 2                  | –1                 | –0.5               | 3                  | 0                  | 2    |
| 2007     | CAR      | 15  | 15  | 87        | 1,002     | 11.5      | 66.8      | 74        | 7         | 9     | 66    | 7.3   | 22    | 0     | 2               | 0               | 0               | 0               | 0               | 0                  | 0                  | 0                  | 0                  | 0                  | 1    |
| 2008     | CAR      | 14  | 14  | 78        | 1,421     | 18.2      | 101.5     | 65        | 6         | 5     | 40    | 8.0   | 23    | 0     | 1               | 10              | 10.0            | 10              | 0               | 0                  | 0                  | 0                  | 0                  | 0                  | 1    |
| 2009     | CAR      | 15  | 15  | 65        | 982       | 15.1      | 65.5      | 66        | 7         | 5     | 22    | 4.4   | 17    | 0     | 0               | 0               | 0               | 0               | 0               | 0                  | 0                  | 0                  | 0                  | 0                  | 1    |
| 2010     | CAR      | 14  | 14  | 46        | 554       | 12.0      | 39.6      | 39        | 2         | 1     | 9     | 9.0   | 9     | 0     | 6               | 46              | 7.7             | 32              | 0               | 0                  | 0                  | 0                  | 0                  | 0                  | 3    |
| 2011     | CAR      | 16  | 16  | 79        | 1,394     | 17.6      | 87.1      | 77        | 7         | 6     | 56    | 9.3   | 23    | 0     | 0               | 0               | 0               | 0               | 0               | 0                  | 0                  | 0                  | 0                  | 0                  | 3    |
| 2012     | CAR      | 16  | 16  | 73        | 1,174     | 16.1      | 73.4      | 66        | 4         | 3     | 27    | 9.0   | 15    | 0     | 0               | 0               | 0               | 0               | 0               | 0                  | 0                  | 0                  | 0                  | 0                  | 1    |
| 2013     | CAR      | 15  | 15  | 64        | 745       | 11.6      | 49.7      | 44        | 4         | 0     | 0     | 0     | 0     | 0     | 0               | 0               | 0               | 0               | 0               | 0                  | 0                  | 0                  | 0                  | 0                  | 0    |
| Carriera | Carriera | 182 | 161 | 832       | 12,197    | 14.6      | 67.0      | 80        | 67        | 57    | 387   | 6.8   | 39    | 2     | 178             | 1,652           | 9.3             | 87              | 4               | 98                 | 2,371              | 24.2               | 99                 | 2                  | 32   |

| Anno     | Squadra  | P | PT | Ricezioni | Ricezioni | Ricezioni | Ricezioni | Ricezioni | Ricezioni | Corsi | Corsi | Corsi | Corsi | Corsi | Ritorni su punt | Ritorni su punt | Ritorni su punt | Ritorni su punt | Ritorni su punt | Ritorni su kickoff | Ritorni su kickoff | Ritorni su kickoff | Ritorni su kickoff | Ritorni su kickoff | Fumb |
| Anno     | Squadra  | P | PT | Ric       | Yard      | Media     | Y/P       | Max       | TD        | Ten   | Yard  | Media | Media | TD    | Rit             | Yard            | Media           | Max             | TD              | Rit                | Yard               | Media              | Max                | TD                 | Fumb |
| -------- | -------- | - | -- | --------- | --------- | --------- | --------- | --------- | --------- | ----- | ----- | ----- | ----- | ----- | --------------- | --------------- | --------------- | --------------- | --------------- | ------------------ | ------------------ | ------------------ | ------------------ | ------------------ | ---- |
| 2003-04  | CAR      | 4 | 4  | 18        | 404       | 22.4      | 101.0     | 70        | 3         | 1     | 7     | 7     | 7     | 0     | 4               | 15              | 3.8             | 7               | 0               | 2                  | 41                 | 20.5               | 30                 | 0                  | 0    |
| 2005-06  | CAR      | 3 | 3  | 27        | 335       | 12.4      | 111.7     | 58        | 3         | 4     | 38    | 9.5   | 22    | 1     | 3               | 58              | 19.3            | 59              | 1               | 0                  | 0                  | 0                  | 0                  | 0                  | 1    |
| 2008-09  | CAR      | 1 | 1  | 2         | 43        | 21.5      | 43.0      | 35        | 1         | 0     | 0     | 0     | 0     | 0     | 0               | 0               | 0               | 0               | 0               | 0                  | 0                  | 0                  | 0                  | 0                  | 0    |
| 2013-14  | CAR      | 1 | 1  | 4         | 74        | 18.5      | 74.0      | 31        | 1         | 0     | 0     | 0     | 0     | 0     | 0               | 0               | 0               | 0               | 0               | 0                  | 0                  | 0                  | 0                  | 0                  | 0    |
| Carriera | Carriera | 9 | 9  | 51        | 856       | 16.8      | 95.1      | 70        | 8         | 5     | 45    | 9.0   | 22    | 1     | 7               | 73              | 10.4            | 59              | 1               | 2                  | 41                 | 20.5               | 30                 | 0                  | 1    |